# Zoquiapan (Puebla)
Zoquiapan es una localidad del estado mexicano de Puebla. Es cabecera del municipio de Zoquiapan.

## Demografía
| Censo | Población |
| ----- | --------- |
| 1900  | 1364      |
| 1910  | 1436      |
| 1921  | 1403      |
| 1930  | 1533      |
| 1940  | 1510      |
| 1950  | 1800      |
| 1960  | 2199      |
| 1970  | 1418      |
| 1980  | 789       |
| 1990  | 995       |
| 1995  | 1215      |
| 2000  | 1171      |
| 2005  | 1010      |
| 2010  | 1012      |
| 2020  | 938       |